# Universidade Tecnológica do Tennessee

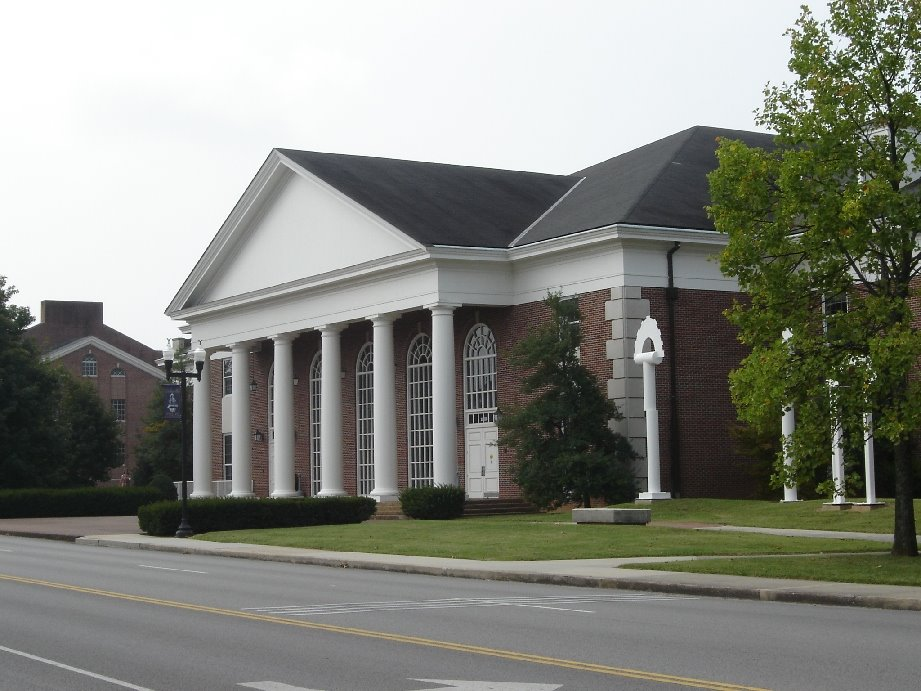
Centro de Belas-Artes Bryan

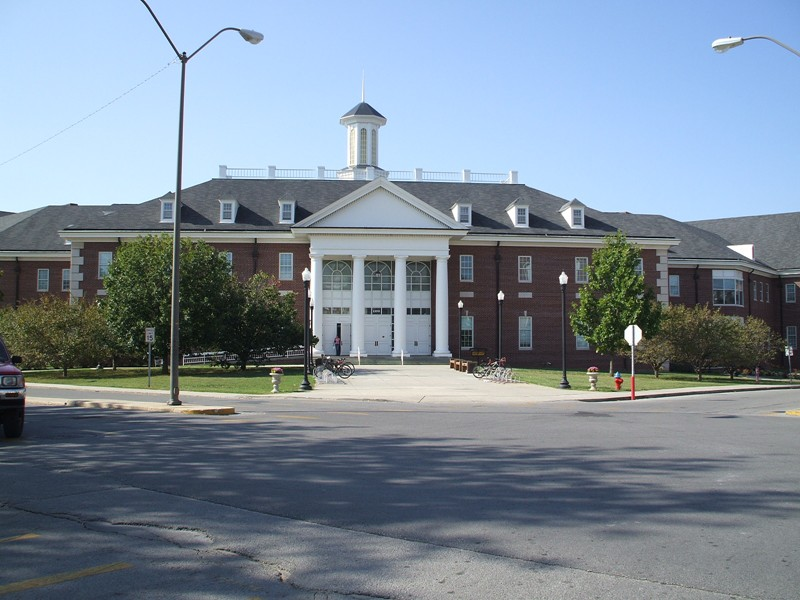
Biblioteca Volpe

A Universidade Tecnológica do Tennessee (Tennessee Technological University em inglês, também chamada TTU) é uma universidade pública em Cookeville no Estado do Tennessee. É situada mais ou menos 110 km o leste de Nashville. Ela foi fundada em 1912. Atualmente tem 9313 estudantes inscritos.

## História
A Universidade Tecnológica do Tennessee tem a sua origem na Universidade do Dixie (conhecida geralmente como Dixie College), que foi estabelecida em 1909 e começou a funcionar em 1912. Ela tinha problemas de financiamento e de inscrições, e o campus foi dado aos governos locais. Em 1915, o governo do Estado pegou o controle do campus e passou a nova escola como Tennessee Polytechnic Institute (Instituto Politécnico do Tennessee). A nova escola tinha só 13 professores e 19 estudantes durante o ano académico 1916-17, e dispunha só de 18 acres de terreno sem construir e dois residências universitárias. Devido ao caráter rural da escola, os estudantes trabalhavam também no jardim da escola para obter vegetais e frutas para a sua alimentação. No 1929 a primeira classe obteve o seu título duma carreira de quatro anos. O Instituto Politécnico do Tennessee se transformou em universidade em 1965, e então mudou o seu nome a Universidade Tecnológica do Tennessee.

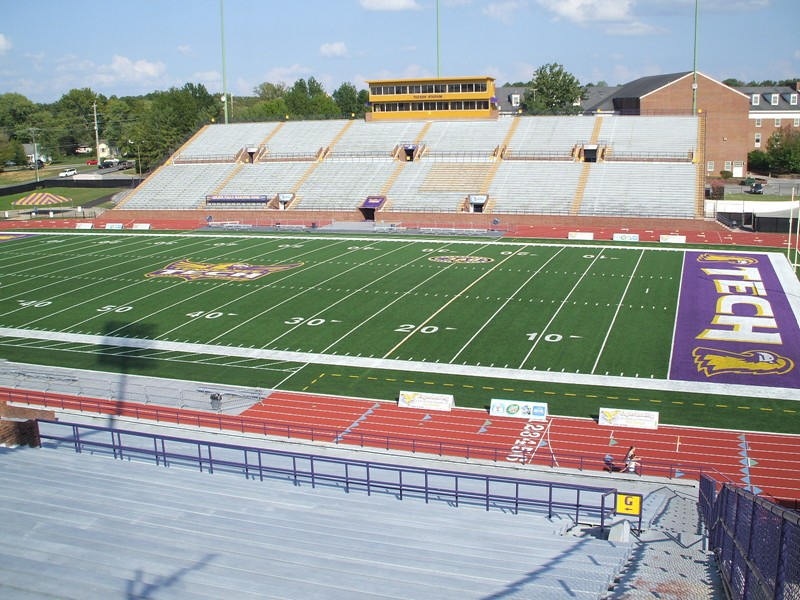
Estádio Tucker

## Faculdades
- Ciências da engenharia
- Estudos interdisciplinários
- Artes e ciências
- Agricultura e Ecologia Humana
- Pedagogia
- Belas-Artes
- Ciências económicas
- Enfermaria

## Esporte
Os equipos esportivos da TTU são chamados Golden Eagles (Águias doradas). A universidade pertence à Ohio Valley Conference (Conferência do vale do Ohio).

## Personalidades importantes
- Harry Stonecipher – antigo director geral de Boeing, McDonnell Douglas e Sundstrand.
- Michael Gunter
- Roger Crouch, astronauta da NASA.